# Cantón de Cancale
El cantón de Cancale era una división administrativa francesa, que estaba situada en el departamento de Ille y Vilaine y la región de Bretaña.

## Composición
El cantón estaba formado por seis comunas:
- Cancale
- Hirel
- La Fresnais
- Saint-Benoît-des-Ondes
- Saint-Coulomb
- Saint-Méloir-des-Ondes

## Supresión del cantón de Cancale
En aplicación del Decreto nº 2014-177 de 18 de febrero de 2014, el cantón de Cancale fue suprimido el 22 de marzo de 2015 y sus 6 comunas pasaron a formar parte; tres del nuevo cantón de Dol-de-Bretagne y tres del nuevo cantón de Saint-Malo-1.